# Вулци
Вулци или Волци (на латински: Vulci, Volci; на етруски: Velch, Velx или Velc) е античен етруски град на 8 км от Тиренско море, западно от река Армента (днес Фиора), в община Монталто ди Кастро. Вулци е едно от селищата от Съюза на дванадесетте града.
През 280 пр.н.е. римляните побеждават Вулци и отпразнуват триумф. Пристанището към Вулци - Коза (Анседония), става римска колония. Тук се намира Ponte dell' Abbadia - мост, направен от етруските.